# Куп Мађарске у фудбалу 1967.
Куп Мађарске у фудбалу 1967. (мађ. 1967-es magyar labdarúgókupa) је било 28. издање серије, на којој је екипа Ђер Вашаш ЕТО тријумфово по 3. пут.

## Правила
На састанку председништва Мађарског фудбалског савеза најављенo је одржавање Купa Мађарске Народне Републике (МНК) за сезону 1967.
- Серија утакмица организована је по календарским годинама.
- Квалификације су морале да се одрже пре почетка пролећног шампионата.
- Квалификације су водили регионални фудбалски савези.
- У главном одбору су биле 4 (укупно 94) екипе из квалификација из сваке жупаније и 18 из Будимпеште.
- Утакмице главног стола организовала је МЛС.
- У борбу су се укључили НБ тимови из главног одбора (256 тимова). (96 НБ III, 36 НБ II, 16 НБ I Б, 14 НБ I клуб)
- Идентитет губитника је одлучен у мечу на главној табли.
- Обавезан је старт НБ и тимова И и Будимпеште И класе.
- У прва три кола дозвољене су замене.
- На главној табли, у случају нерешеног резултата, пролаз је одлучен на следећи начин:
  - За екипе исте класе, гостујући тим иде даље
  - У случају екипа различитих класа даље је ишао тим из ниже лиге.
  - У полуфиналу су два пута држани продужеци од 15 минута. Ако је резултат после тога остао нерешен, о проласку у следеће коло је одлучиван жребом.
- Финале је морало да се игра поново ако меч није одлучен у продужетку.

## Четвртфинале
| Тим #1         | Резултат | Тим #2         |
| -------------- | -------- | -------------- |
| 1967.          |          |                |
| Ујпешт Дожа    | 2 : 0    | Дожа Печуј     |
| 1967.          |          |                |
| ФК Чепел       | 2 : 2    | ФК Ференцварош |
| 1967.          |          |                |
| ФК Шалготарјан | 1 : 0    | ФК Вашаш       |
| 1967.          |          |                |
| Ђер Раба ЕТО   | 6 : 0    | ФК Хонвед      |

## Полуфинале
| Тим #1          | Резултат | Тим #2       |
| --------------- | -------- | ------------ |
| 1967.           |          |              |
| Шалготарјан БТК | 3 : 2    | Ујпешт Дожа  |
| 1967.           |          |              |
| ФК Ференцварош  | 2 : 3    | Ђер Раба ЕТО |

## Финале
| Ђер Раба ЕТО  | 1 : 0    | Шалготарјан БТК |
| ------------- | -------- | --------------- |
| Лајош Нел 14’ | Извештај |                 |